# 크록스
크록스(영어: Crocs)는 미국의 신발 회사로, 주로 고무신 제품을 제조 및 판매한다.